# Șapte Rediuri (rezervație peisagistică)
Șapte Rediuri (în ucraineană Шептереди, transliterat: Șapteredî) este o rezervație peisagistică de importanță locală din raionul Berezivka, regiunea Odesa (Ucraina), situată lângă satul omonim și orașul Zaharivka (parcelele 23–42 a silviculturii „Pavlovca” din silvicultura de stat „Velîka Mîhailivka”), lângă granița cu Republica Moldova.
Suprafața ariei protejate este de 1016 de hectare, fiind creată în anul 1978 prin decizia comitetului executiv regional. Rezervația a fost creată pentru a proteja pădurile de vale cu un număr mare de plante medicinale care cresc pe teritoriul acestora, precum și unele specii rare de animale și plante pe cale de dispariție. Aria este caracterizată de o mare fitodiversitate, incluzând specii valoroase de copaci (precum Phellodendron amurense), pajiști pitorești cu zone de stepă de luncă, care au păstrat specii rare de plante enumerate în Cartea Roșie a Ucrainei.